# Acanthopsyche ebneri
Acanthopsyche ebneri är en fjärilsart som beskrevs av Hans Rebel 1917. Acanthopsyche ebneri ingår i släktet Acanthopsyche och familjen säckspinnare. Inga underarter finns listade i Catalogue of Life.